# Lijndenia barteri
Lijndenia barteri är en tvåhjärtbladig växtart som först beskrevs av Joseph Dalton Hooker, och fick sitt nu gällande namn av Kåre Bremer. Lijndenia barteri ingår i släktet Lijndenia och familjen Melastomataceae. IUCN kategoriserar arten globalt som sårbar. Inga underarter finns listade i Catalogue of Life.